# Елисавета (Русия)
Вижте пояснителната страница за други личности с името Елисавета.
Елисавета Петровна (на руски: Елизаве́та Петро́вна) е императрица и самодържица всерусийска в периода 1741 – 1762 г. По време на нейното управление страната участва във Войната за австрийското наследство (1741 – 1748) и в Седемгодишната война 1756 – 1763 г. Тя е сред най-популярните руски монарси, тъй като отстранява кликата от чужденци, управлявала през предходните години, и отменя широко практикуваното смъртно наказание.
При управлението на императрица Елисавета Михаил Ломоносов основава Московския университет, а Иван Шувалов – Императорската художествена академия в Санкт Петербург. Тя изразходва огромни суми за грандиозните барокови проекти на нейния любим архитект Бартоломео Растрели, най-вече в Петерхоф и Царское село. В самия Петербург са построени Зимният дворец и църквата в Смолни.

## Ранни години
Елисавета е най-малката дъщеря на Петър I Велики и Екатерина I. Родена е в Коломенское, близо до Москва. Тъй като нейните родители не са женени по това време, тя е незаконнородена и по-късно това се използва от противниците ѝ, за да оспорват нейните права върху трона. В детството си не получава особено добро образование, но по-късно научава донякъде италиански, немски и шведски. Намерението на баща ѝ е да я омъжи за френския крал Луи XV, но то не се осъществява.
След смъртта на баща ѝ (1725) и майка ѝ (1727) и заминаването на по-голямата ѝ сестра Анна Петровна за Холщайн Елисавета Петровна остава единственият член на семейството на Петър Велики в Русия. В началото на управлението на малолетния Петър II тя се ползва със значително влияние, но след свалянето на Александър Меншиков в края на 1727 г. е практически отстранена от двора. Това положение се запазва и при управлението на императрица Анна и регентството на Анна Леополдовна.
На 6 декември* 1741 Елисавета Петровна, заедно с няколко свои приятели (лекарят Арман Льосток, камерхерът Михаил Воронцов, бъдещият ѝ съпруг Алексей Разумовски, Александър Шувалов и Пьотр Шувалов), влиза в казармите на Преображенския полк, убеждава гвардейците да я последват. Тя сваля от власт малолетния император Иван VI и неговата майка Анна Леополдовна и се обявява за императрица на Русия.

## Управление
Основен принцип на вътрешната и външната политика на Елисавета е връщането към преобразуванията на Петър I. Тя премахва възникналите след смъртта на баща ѝ държавни институции, като Кабинет на министрите, и възстановява ролята на Сената, колегиите, Главния магистрат. Една от най-важните вътрешни мерки е премахването на всички вътрешнодържавни митници. На 1 декември 1742 г. Елисавета заповядва евреите да бъдат изгонени от Русия.
С приключването на Руско-шведската война през 1743 г. Русия получава южната част от Финландия на изток от река Кимене. Този успех се дължи до голяма степен на дипломатическите способности на вицеканцлера Алексей Бестужев-Рюмин. Опитвайки да се противостои на нарастващата мощ на Прусия, той поддържа традиционните отношения с Австрия в хода на Войната за австрийското наследство. Тридесетхилядният руски корпус в Рейнланд значително ускорява успешния край на войната.
При Елисавета Русия успешно участва и в Седемгодишната война. През 1756 г. Великобритания сключва съюз с Прусия, който има за цел да предотврати външна военна намеса в Германия. Елисавета разглежда това като заплаха за Русия и се присъединява към съюза между Австрия и Франция. През май 1757 г. 85-хилядна руска армия настъпва към Кьонигсберг. Въпреки заболяването на императрицата през септември 1757 г. и падането от власт на Бестужев-Рюмин през февруари 1758 г., действията на руските войски са успешни и на 12 август 1759 г. те удържат решителна победа в битката при Кунерсдорф, а в началото на 1760 г. е превзет Берлин.
През май 1760 г. Русия и Австрия сключват договор, с който тайно от третия основен съюзник Франция, Източна Прусия е обещана на Русия след края на войната. През следващите месеци руските войски не постигат значителни успехи, освен превземането на Колберг в края на 1761 г. Въпреки това Прусия се намира на ръба на капитулацията, когато на 5 януари* 1762 г. императрица Елисавета умира.
Смъртта на Елисавета Петровна довежда до решителен обрат във войната в полза на Прусия. През 1742 г. тя сключва морганатичен брак с Алексей Разумовски. Тъй като няма деца, за наследник на трона е обявен Петър Фьодорович, син на по-голямата ѝ̀ сестра Анна Петровна. Той е известен със симпатиите си към Прусия и наследява трона в ключов момент от Седемгодишната война, като извежда Русия от войната.